# Austro-Motor
Die Zeitschrift Austro-Motor war das offizielle Organ der Österreichischen Verkehrswacht und des Österreichischen Automobiltechnischen Vereins. Sie erschien nach dem Ende des Zweiten Weltkriegs in Österreich zunächst als Fachzeitschrift für Handel, Industrie, Sport, Verkehr, Technik, Wirtschaft und Kraftfahrrecht und nannte sich ab 1947 Austro-Motor, mit dem Untertitel Fachzeitschrift für Weltmotorwesen. In den 1970er Jahren war der Untertitel Auto- und Motor-Rundschau. Sie erschien monatlich in Wien, anfangs im Verlag Peters, danach im Jupiter-Verlag.
Nach Angaben der Deutschen Nationalbibliothek war bereits ab Juli 1946 der Titel Austro-Motor, mit dem 39. Jahrgang 1984 wurde das Erscheinen eingestellt, die ISSN lautet 0005-0539.
1949 erschien die Sonderausgabe Welttypenregister Austro-Motor, danach etwa jährlich bis 1963 die Internationale Automobil- und Motorrad-Typenschau. Von 1964 bis 1970 wurde sie in eine Internationale Automobil-Typenschau Personenkraftwagen und eine Internationale Automobil-Typenschau Liefer- und Lastkraftwagen aufgeteilt.